# Arie Luyendyk Jr.
Arie Luyendyk Jr. (* 18. září 1981 's-Hertogenbosch) je bývalý nizozemsko-americký automobilový závodník a televizní osobnost. Ve své závodnické kariéře působil převážně v juniorské Indy Lights, kde v průběhu let získal druhé, třetí a čtvrté místo v celkovém pořadí. Jednou se účastnil hlavního závodu 500 mil Indianapolis, který jeho otec Arie Luyendyk dokázal dvakrát vyhrát.
Jeho televizní kariéra je spojena především s show The Bachelor a The Traitors, která se v Česku představila pod názvem Zrádci.